# Oude Maasje
L'Oude Maasje (tradotto in italiano Vecchia Mosetta, con il suffisso -je equivalente dei suffissi italiani -etto e -ino), è un fiume dei Paesi Bassi nel bacino del delta del Reno, della Mosa e della Schelda. Ex-emissario della Mosa termina nel Bergsche Maas presso Geertruidenberg. Il fiume, nei tre tratti ancora esistenti, corre parallelo al canale artificiale della Bergsche Maas il quale, terminato nel 1904, è stato realizzato, in alcune sue porzioni, escavando parte del letto dell'Oude Maasje.